# Pressiat
Pressiat is een plaats en voormalige gemeente in het Franse departement Ain in de regio Auvergne-Rhône-Alpes en telt 200 inwoners (2004). De oppervlakte bedraagt 6,0 km², de bevolkingsdichtheid is 33,3 inwoners per km². Op 1 januari 2016 fuseerde de gemeente met de gemeente Treffort-Cuisiat tot de gemeente Val-Revermont. 

## Demografie
Onderstaande figuur toont het verloop van het inwoneraantal van Pressiat vanaf 1962.
Vanwege een beveiligingsprobleem met de MediaWiki Graph-software is het momenteel niet mogelijk deze grafiek weer te geven. Zodra de software is bijgewerkt zal de grafiek vanzelf weer zichtbaar worden.
Cuisiat · Pressiat · Treffort